# 轅宣仲
辕涛涂（？—前625年），春秋时期陈国大夫，或作袁濤塗，按照《新唐书·宰相世系》，辕涛涂是陈国开国君陈胡公满的13世孙。
前656年，召陵之会之后，辕涛涂怕齐人路过自己的国家，向鄭國大夫申侯商量建议齐桓公沿东海回国。申侯同意了。但在辕涛涂向齐桓公说了之后，申侯却对齐桓公说这样会使齐国遇到夷人的袭击。齐桓公将辕涛涂扣押，并赐给申侯虎牢。秋，齐国和江国、黄国攻打陈国，以讨伐陈国不忠。十二月（周历），齐桓公会合鲁国公孙兹、宋国、卫国、郑国、许国、曹国侵陈国，陈国请和，齐桓公释放辕涛涂。
第二年，首止之盟，郑文公逃会。齐桓公要讨伐郑国。辕涛涂建议申侯修筑虎牢，然后向郑文公说申侯有不臣之心。郑文公猜忌申侯。前653年，齐国围郑，郑文公将叛齐的责任推给申侯，杀申侯讨好齐桓公。
轅涛涂（或作袁濤塗）封在阳夏（今河南太康），以其祖父庄爰的字为姓，成為袁姓的始祖，但是古时「袁」、「爰」、「辕」、「榬」、「溒」、「援」等字相通。正如《袁枢年谱》所云「一姓有六字五族之异」。据《新唐书·宰相世系》，到秦末时，辕涛涂的裔孙辕告避难与黄河、洛水之间。辕告之子「政」，正式以袁为氏，而後所有「袁」、「爰」、「辕」等氏族，正式普遍地改用袁姓。